# Ларсен, Ларс
Ларс Ларсен (6 августа 1948, Арнборг, Центральная Ютландия — 19 августа 2019, Sejs-Svejbæk, Центральная Ютландия) — датский бизнесмен, основатель сети магазинов JYSK.

## Биография
Ларс Ларсен родился 6 августа 1948 года в Арнборге, Дания. Был самым младшим среди четырёх детей в семье. Его отец умер за несколько месяцев до его рождения. Его мать занималась сельским хозяйством, владела гостиницей и кондитерской. В 1956 году Ларсен поступил в 1-й класс школы Хуруп. Он был единственным из четырёх братьев и сестер, который прошёл полный курс обучения в школе, после которой мечтал стать учителем. Однако его старший брат Ганс убедил его заняться торговым бизнесом. 1 августа 1966 года Ларс Ларсен начал проходить учёбу в магазине «Magasin H & L» в Тистеде, где продавались стеганые одеяла, постельное белье, шторы, матрасы, ткани для одежды. В это время он женился.
После окончания обучения Ларсен переехал в Ольборг, где его жена получила преподавательскую должность в Водскове. В Ольборге Ларсен начинал как старший продавец в магазине штор.
В 1974 году Ларсен заключил 25-летний контракт в недорогой компании «MinusService», принадлежащей Ульфу Болигусу в Ольборге. «MinusService» продавал шторы, постельные и банные принадлежности. Ларсу Ларсену удалось оздоровить бизнес, и ему было разрешено открыть два новых магазина. Через пять лет Ларсен уволился с работы, чтобы начать собственный бизнес.
Ларсен открыл свой первый JYSK Sengetøjslager в Орхусе 2 апреля 1979 года. Ларсен получил публичную известность в 1989 году в телевизионной рекламе под лозунгом «У меня есть для тебя отличная сделка». Он был первым, кто продвигал свою компанию таким прямым образом. Метод был скопирован другими компаниями. В июне 2010 года он стал Рыцарем Даннеброга.
С 15 июня 2019 года Ларс находился в отпуске по болезни, 21 июня подал в отставку с поста председателя правления компании. В том же отчёте было объявлено, что он страдает от рака печени.
19 августа 2019 года Ларсен скончался в своём доме в Сейс-Швейбеке после непродолжительной борьбы с раком печени.